# Miętne
Miętne – wielodrożnicowa wieś sołecka w Polsce, położona w województwie mazowieckim, w powiecie garwolińskim, w gminie Garwolin.
| SIMC    | Nazwa                | Rodzaj    |
| ------- | -------------------- | --------- |
| 0671036 | Kolonia              | część wsi |
| 0671042 | Miętne-Parcele       | część wsi |
| 0671059 | Nadleśnictwo Kotwica | część wsi |
| 0671065 | Piaski               | część wsi |

## Opis
W latach 1975−1998 miejscowość administracyjnie należała do województwa siedleckiego.
W 1924 w Miętnem została założona Szkoła Rolnicza Męska, którą uroczyście otworzył 4 maja 1924 prezydent Rzeczypospolitej Polskiej Stanisław Wojciechowski. W latach 1933–1937 dyrektorem i nauczycielem tej szkoły był Stanisław Janowski, ojciec aktorki Aliny Janowskiej. Od 2016 roku szkoła przyjęła nazwę „Zespół Szkół Centrum Kształcenia Praktycznego i Centrum Kształcenia Ustawicznego im. Stanisława Staszica w Miętnem”. Wiosną 1984 w szkole miał miejsce strajk szkolny w obronie krzyży usuniętych z sal lekcyjnych (strajk szkolny w Miętnem (1984)). Przy szkole znajdują się obiekty sportowe, w skład których wchodzą m.in. kryta pływalnia, hala sportowa, siłownia, hale gimnastyczne, 5 boisk piłkarskich, boiska asfaltowe, boiska do siatkówki plażowej, korty tenisowe, strzelnica. 
W Miętnem znajduje się kościół Podwyższenia Świętego Krzyża, oraz stara cegielnia. W centralnie położonym parku znajdują się wiekowe dęby, lipy, jesiony, wiązy (łącznie 23 drzewa uznane za pomniki przyrody) oraz zabytkowy dworek z XIX wieku odrestaurowany w latach 1997–2001. Od 2016 roku jest on siedzibą Powiatowego Centrum Kultury i Promocji. 
Miętne jest siedzibą rzymskokatolickiej parafii Podwyższenia Krzyża Świętego, Nadleśnictwa Garwolin oraz powiatowego oddziału Agencji Restrukturyzacji i Modernizacji Rolnictwa.

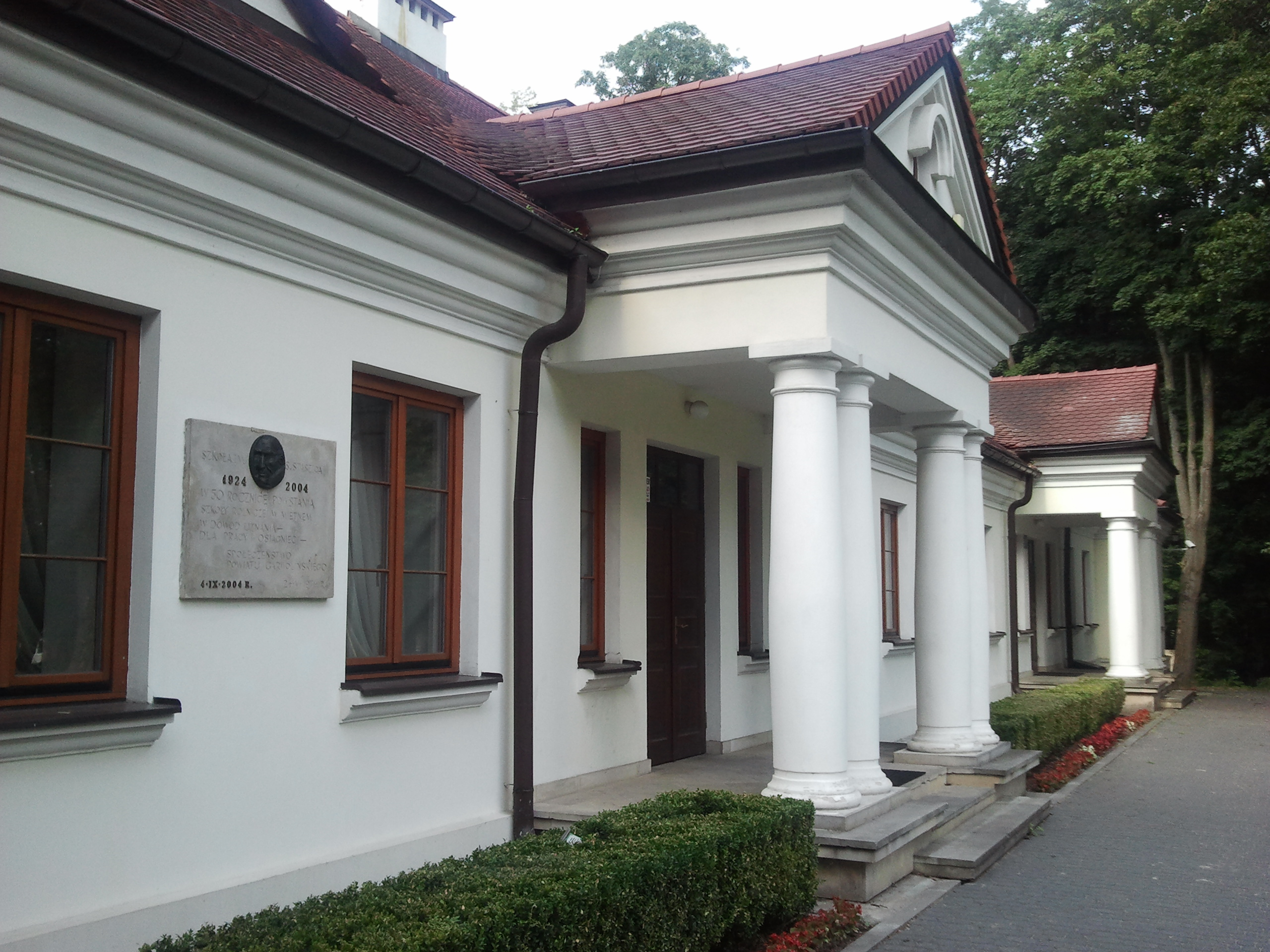
Tablica pamiątkowa na byłym budynku szkolnym
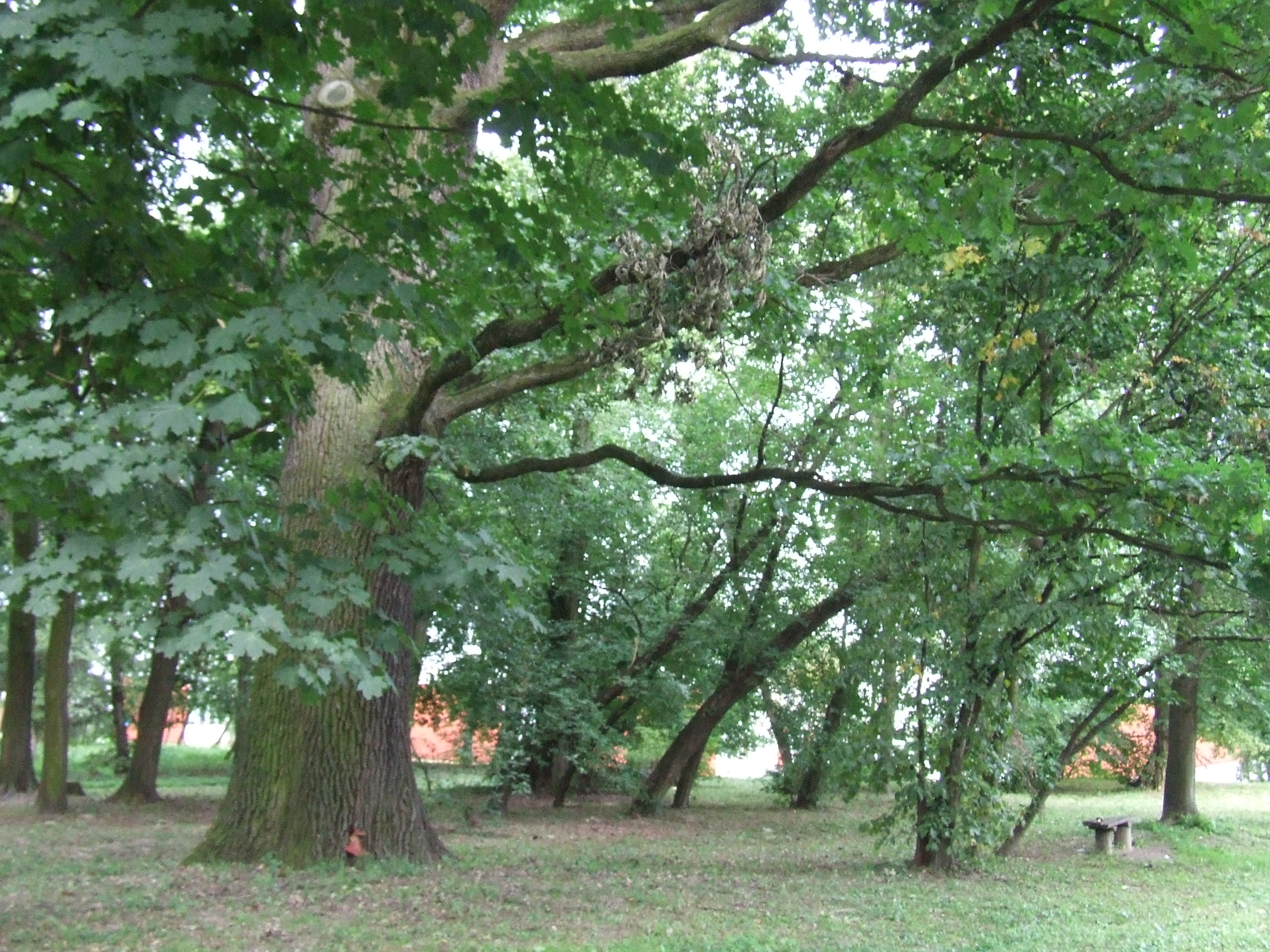
W parku dworskim
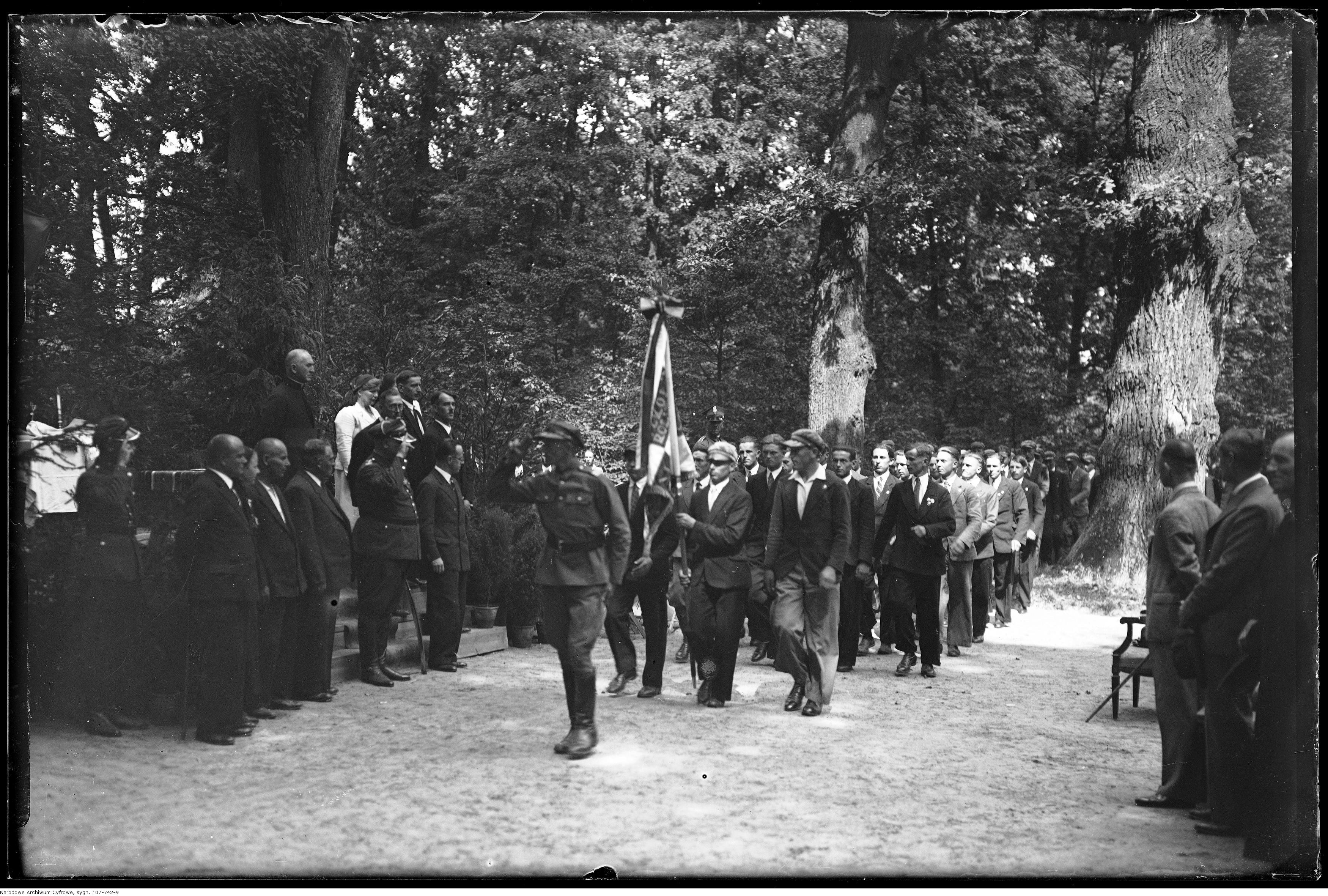
Z historii miejscowości – uroczystość szkolna
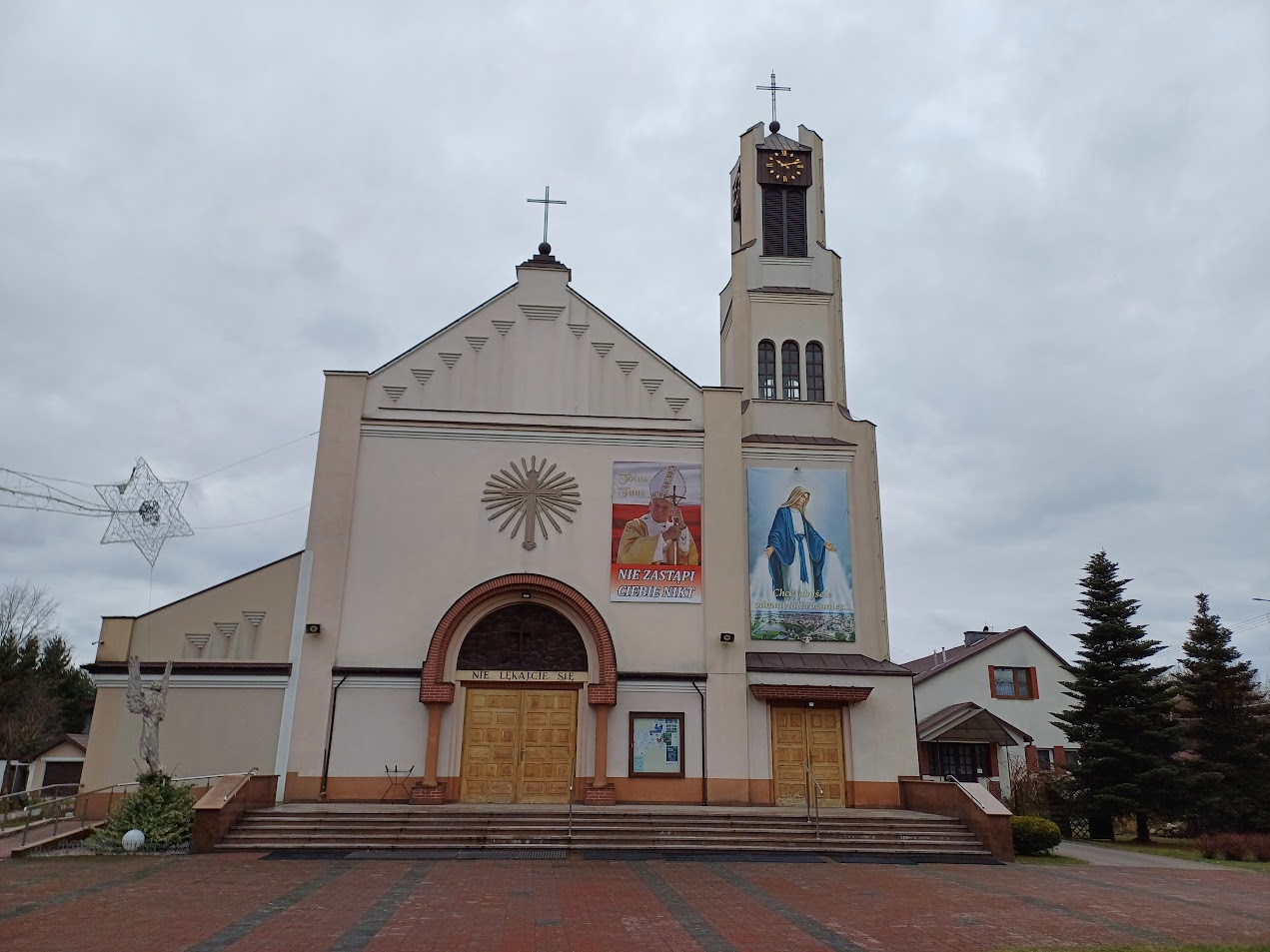
Kościół Podwyższenia Świętego Krzyża
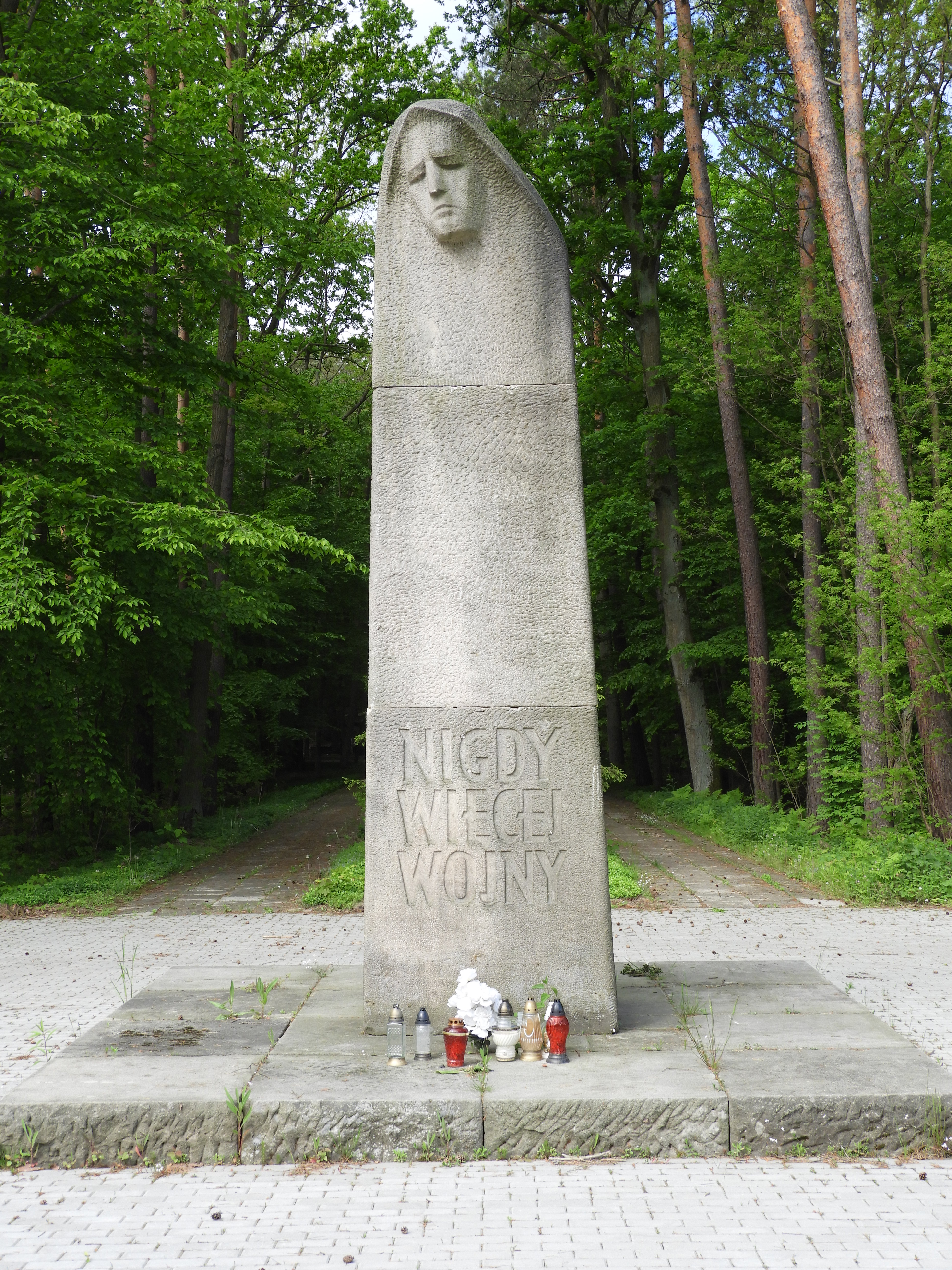
Pomnik przy cmentarzu